# مجتمع بدائي

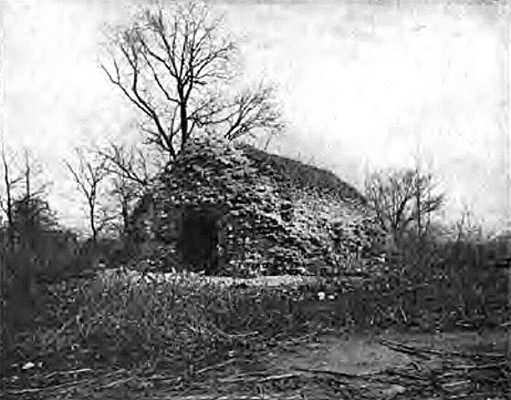
أحد الأكواخ التي كانت تستخدم من قبل المجتمعات البدائيه

يستخدم الباحثون في العلوم الاجتماعية، ولاسيما علوم الاجتماع والأنتروبولوجية تعبير المجتمع البدائي (Primitive society) للدلالة على معان متقاربة في وجوه ومتباعدة في وجوه أخرى، فيلاحظ استخدام هذا التعبير للدلالة على المجتمعات الإنسانية التي لم تعرف الثقافة المكتوبة، أو الحضارة التي لم يستخدم أبناؤها اللغة المكتوبة، فتنتقل التقاليد والأعراف والقيم والاعتقادات من الأجيال السابقة إلى الأجيال اللاحقة بالطرق الشفوية، فيحتفظ الأبناء في ذاكرتهم بالصور العقلية والتصورات الذهنية التي يشرحها الآباء لهم خلال مسيرة حياتهم، فتأخذ منهم موقع الصدارة في الحكم على الأشياء وفي القدرة على التمييز بين أشكال السلوك الاجتماعي، ومعرفة ما هو مضر منها وما هو مفيد.
كما يُستخدم تعبير المجتمع البدائي للدلالة على المجتمع الإنساني الذي ينعدم فيه استخدام القواعد الفنية والمنجزات التقنية في شتى المجالات بسبب تخلف الوسائل الفنية وعدم المقدرة على تطوير الأدوات وخاصة في مجال إنتاج الطعام والمأكل والملبس، حيث تسهم درجة التطور في هذه الأدوات بمعرفة درجة التطور الاقتصادي والاجتماعي للسكان والمجموعات البشرية.

## البنية الاقتصادية للمجتمع البدائي

أحد أفراد شعب بوشمن في صحراء كلهاري

يعتمد المجتمع البدائي نشاطاً اقتصادياً واحداً على الأغلب أو مجموعة من النشاطات المترابطة بعضها ببعض (كالجمع والالتقاط والصيد والرعي والزراعة البدائية)، وقد يلاحظ بعض مظاهر تقسيم العمل بين أفراد الجماعة الواحدة، وخاصة بين الذكور والإناث.
ويعد القنص والجمع من أقدم الحرف التي عرفها الإنسان منذ العصر الحجري القديم، وكانت حتى عهد قريب جداً سائدة في جنوبي أفريقيا وشرقيها، وماتزال موجودة في مناطق العزلة حيث يمارسها أقوام وشعوب متخلفة لا تزيد أعدادها على بضع مئات من الآلاف، وأشهر هذه الشعوب البوشمن في صحراء كلهاري، والأقزام في غابات الكونغو الديمقراطية، كما تحترف مهنة الجمع والقنص أيضاً جماعات صغيرة مثل قبيلة السانداوي في تنزانيا، وقبيلة الماجو في جنوبي أثيوبيا، وقبيلة الدوروبو في شرقي أفريقيا، وجماعة الدايم وساني في كينيا.
وللأحوال البيئية يعيش سكان المجتمع البدائي حياة التنقل والترحال، ونادراً ما تقيم المجموعة في مكان ما أكثر من 4أشهر، تنتقل بعدها بحثاً عن الثمار والصيد، تبعاً لأهمية موارد المنطقة وحجمها، وتتوزع في مجموعات قليلة ومبعثرة، يرتبط حجم كل منها بغنى المنطقة بثمار الغابات أو بالحيوانات التي يمكن اصطيادها.
وتأتي مهنة الرعي في مرحلة أكثر تطوراً من مرحلة الجمع والقنص، ذلك أن السكان في هذه المرحلة يميلون إلى استثمار الحيوان بشكل تام تقريباً بعد أن عرفوا إمكانية الاستفادة منه، ومع ذلك تختلف المجتمعات البدائية التي تمتهن الرعي عن البدو مع تشابههما في الكثير من العناصر.
وتنتشر التجمعات السكانية البدائية القائمة على رعي الحيوان في مناطق عديدة من العالم، تأتي في مقدمتها مناطق القبائل الإفريقية، ومراعي السافانا في أمريكا الجنوبية، ويعتمد الرعاة على التنقل من مكان إلى آخر بحسب المرعى، وهم لا يتقيدون بالحدود السياسية بين الدول، الأمر الذي يسبب في كثير من الأحيان الحروب والمشكلات السياسية، كما ينتقل الرعاة من أعالي الجبال إلى أسفلها، وتوجد قبائل تجمع بين الزراعة والرعي.
وتعد مرحلة الزراعة أكثر تطوراً من المرحلتين السابقتين، بوصفها مرحلة استقرار، غير أن المجتمعات البدائية كما هي الحال في غابات شبه جزيرة الملايو، وجزر إندونيسيا، وجزر الفيليبين وتايلند ومينمار، حيث تنتشر الزراعات البدائية، ويعتمد السكان على الأمطار الموسمية، ولا يعرف السكان الدورات الزراعية وإذا ضعفت التربة غالباً ما تترك الأرض ليبحث المزارعون عن مناطق أخرى ما زالت توصف بالحيوية لاستغلالها زراعياً.

## البنية الاجتماعية في المجتمع البدائي
المجتمع البدائي شديد التعقيد من الناحية الاجتماعية، فالعلاقات الاجتماعية والاقتصادية والسياسية والدينية يمتزج بعضها ببعض حتى يصعب فيها فصل أي جانب عن غيره.
ويشكل الإحساس بمراقبة الآلهة للممارسات الاجتماعية التي يقدم عليها الأفراد الأحياء بمثابة الحصن الذي يحمي النظام الاجتماعي من الضعف والتشتت، فعدم تقديم الهدايا يسبب غضب الآلهة التي يمكن أن تحرم القادرين على العطاء من الخيرات المتاحة بين أيديهم، وقد يصبحون بسبب بخلهم في حاجة قوية إليها، ولهذا السبب فإن البخل والشح هما من أكبر الكبائر في بنية هذا التنظيم.
كما تبدأ في الحفلات الدينية عمليات التكريس بالنسبة إلى الشباب الذين هم في مرحلة الانتقال إلى الرجولة، حيث يبدأ الشاب الاعتماد على نفسه، ويشعر بحاجته إلى الاستقلال، وعليه أن يمر بعمليات قاسية يمارس فيها مجموعة من الشعائر الدينية والاجتماعية لكي يصبح في عداد الرجال الذي يعتمد عليهم في حياة الجماعة، فيحرم الشاب نفسه من الطعام والشراب ويترك وحيداً في الغابة ولفترات طويلة، وقد يتعرض خلالها للصراع مع الحيوانات، ويضاف إلى ذلك ضرورة خضوعه لبعض العمليات القاسية الخاصة كنزع أسنانه وتشويه أنفه وجبهته بغية قياس قدرته على احتماله للصعاب، ودرجة استعداده لتحمل المخاطر ومواجهة أهوال الحياة الصعبة، وغالباً ما تطالبه القبيلة بالإقدام على إثبات جدارته كأن يقوم بالسيطرة على حيوان أو قتله بطعنة واحدة أو القيام بعمل آخر تثبت من خلاله جدارة الشاب وكفاءته.

## التوزع الجغرافي للمجتمعات البدائية

اعدادهم للسهام السامه في صحراء كلهاري

يتوزع سكان المجتمعات البدائية في مواقع عديدة من العالم وخاصة في أمريكا الجنوبية وأفريقيا وآسيا، وأغلب وجودهم هو في الأقاليم الطبيعية النادرة السكان، التي تقل فيها الكثافة السكانية عن شخص واحد في كل كم2، وهذه الأقاليم غير صالحة أساساً للعمران البشري كالمناطق الصحراوية مثل الصحراء الكبرى والصحراء الإفريقية، وصحراء كلهاري في أفريقيا، والصحراء العربية، والصحراء الإيرانية وصحاري أستراليا وأريزونة في الولايات المتحدة، والصحاري الباردة في أتاكامة أمريكا الجنوبية وشمالي سيبيريا وكل من كندا والدائرة القطبية الشمالية والجنوبية، وتشمل كذلك حوض الأمازون والمرتفعات الجبلية في الهيمالايا والألب والأنديز وغيرها من المناطق، وتنتشر في جميع هذه المناطق حرف الرعي والصيد والجمع والالتقاط، وتصعب فيها الزراعة لقصر فصل النمو والإنبات كما هو الحال في المناطق الباردة، وبسبب ارتفاع درجة الحرارة وغزارة الأمطار الدائمة والحشرات التي تعيق التقدم البشري مثل المناطق المدارية والاستوائية وكذلك بسبب فقر التربة والجفاف كما هي الحال في المناطق الصحراوية.
كما تنتشر المجتمعات البدائية أيضاً في المناطق القليلة السكان التي قد تزيد فيها الكثافة على الشخص الواحد، وقد تصل إلى نحو 25 شخصاً في الكم2 الواحد. وتظهر هذه الأقاليم في المناطق الباردة من شمالي آسيا والمناطق الجافة من وسط آسيا أيضاً وسط أفريقيا المدارية ذات المناطق الملائمة للسكن، ويعتمد القاطنون في هذه المناطق من إفريقيا بعيشهم على الصيد والجمع والالتقاط والرعي والزراعة البدائية المتنقلة أو الزراعة المعيشية التي ينتجها المزارعون للاستهلاك المحلي.
وتؤدي غزارة المطر في إقليمي اللانوس وكامبوس في أمريكا الجنوبية إلى ابتعاد الرعاة من عدة مناطق وخاصة تلك التي تغمرها المياه فيضطرون إلى الانتقال نحو المناطق الأكثر ارتفاعاً، كذلك يؤدي فصل الجفاف إلى استحالة الرعي بسبب ندرة المياه الصالحة للشرب وجفاف الأعشاب، ومع ذلك يعتبر رعاة منطقة اللانوس إنتاجهم الحيواني سلعة تجارية لحاجة بعض الدول في أمريكا الوسطى للحيوانات الحية وللحوم والجلود.